# Ristrutturazione del debito
La ristrutturazione del debito è una procedura che prevede un accordo con il quale le condizioni originarie di un prestito (tassi, scadenze, divisa, periodo di garanzia) vengono modificate per alleggerire l'onere del debitore. La procedura viene eseguita ai fini del risanamento dell'impresa o al fine di poter gestire una liquidazione su base concordata con i creditori e non fallimentare ed è regolata dall'art. 182bis della "Legge Fallimentare" (R.d. 16.3.1942, n. 267), introdotto di recente nell'ambito di sostanziali modifiche apportate a tale legge.
Possono usufruire della ristrutturazione debitoria soltanto quegli enti pubblici o imprese possedute da privati, che si trovano in una situazione di crisi o di insolvenza e che abbiano i requisiti dimensionali previsti dall'art. 1 della "Legge fallimentare".
Esempio di ristrutturazione di debiti sovranazionali è quello dell'Argentina nel gennaio 2005, che ristrutturò unilateralmente il suo debito di circa 82 miliardi di dollari. L'offerta fu accolta, dopo aver fatto terrorismo economico sulla sua situazione interna, da meno del 50 % dei possessori privati dell'Europa, Stati Uniti e Giappone. Il dato dichiarato dall'Argentina, mai certificato dagli istituti internazionali preposti, è stato del 76,15 % di accettazione.